# Hans Tikkanen
Hans Tikkanen (Karlstad, 6 febbraio 1985) è uno scacchista svedese.
Ha ottenuto il titolo di Maestro Internazionale nel 2007 e di Grande Maestro nel 2010.

## Principali risultati
Nel 2002 vinse a Skara il campionato svedese juniores (U20).
Cinque volte vincitore del campionato svedese (2011, 2012, 2013, 2017 e 2018).
Altri risultati di torneo: nel 2010 vinse a Kaunas la coppa della Lithuanian University of Agriculture ; nel 2011 ha vinto, ex æquo con Anish Giri e Wesley So, il torneo Sigeman & Co. di Malmö; nel 2012 è stato secondo nel gruppo C del torneo Corus di Wijk aan Zee e pari 1°-3° con Slavko Cicak ed Emanuel Berg nell'open di Västerås.
Ha rappresentato la Svezia in due Olimpiadi degli scacchi: Istanbul 2012 e Tromsø 2014, ottenendo complessivamente il 61,1% dei punti.
Con la nazionale svedese ha partecipato ai campionati europei a squadre del 2005, 2011 e 2013.
Assieme ad Axel Smith ha scritto il manuale di scacchi The Woodpecker Method (Quality Chess, 2018).
Ha ottenuto il suo massimo rating FIDE in luglio del 2011, con 2596 punti Elo.